# Ottersberger Moor
Das Ottersberger Moor ist ein Naturschutzgebiet im Flecken Ottersberg und der Gemeinde Oyten im Landkreis Verden.

## Allgemeines
Das Naturschutzgebiet mit dem Kennzeichen NSG LÜ 217 ist rund 94 Hektar groß. Das Gebiet steht seit dem 16. September 1997 unter Naturschutz. Zuständige untere Naturschutzbehörde ist der Landkreis Verden.

## Beschreibung
Das Ottersberger Moor liegt südlich vom zur Einheitsgemeinde Flecken Ottersberg gehörenden Ortsteil Ottersberg-Bahnhof. Es grenzt im Norden an den Ort, im Osten an die Landesstraße 155 und im Süden an die Bundesautobahn 1. Es handelt sich um den Rest eines entwässerten Hochmoorgebietes, in dem bis in die 1960er Jahre Torfabbau im Handtorfstichverfahren stattfand. Kultiviert wurden nur Randbereiche des Gebietes. Große Teile des Moores sind mit Birkenbruchwald und Moorheide bewachsen. In Torfkuhlen, in denen sich das Wasser gehalten hat, wachsen Torfmoose.
Im Südwesten verläuft ein Weg durch den Randbereich des Naturschutzgebietes.